# Arnbjørn Ó. Dalsgarð
Arnbjørn Ólavsson Dalsgarð (f. 28. august 1971, fra Velbastað) er en færøsk forfatter, bibliotekar og musiker. rithøvundur (guitarspiller). I 2012 blev han ansat som leder af Tórshavns Bybiblitek (Býarbókasavnið). Før det arbejdede han ved Føroya Landsbókasavn. Han blev færdig med sin uddannelse til bibliotekar i 1999. Han er født i 1971, voksede op i Velbastaður og er bosat i Tórshavn. Han er medredaktør på det færøske litteraturtidsskrift Vencil sammen med Oddfríður Marni Rasmussen, det var også de to der etablerede tidsskriftet. Han var formand for Bókavarðafelagið fra 2003 til 2007 og i marts 2007 blev han valgt til formand for den Færøernes Forfatterforening (Rithøvundafelag Føroya) og samtidig frasagde han sig formandsposten i Bókavarðafelagið. Han var formand i Forfatterforeningen indtil 2009. Mens han boede i København i 1990'erne var han i perioder redaktør for de færøske studerende i Danmarks tidsskrift Oyggjaskeggi. Han har før spillet guitar i flere færøske bands, det var i 1980'erne. Han er gift med politikeren Rigmor Dam, som blev valgt i Lagtinget i 2011 og blev kulturminister i 2015, hun er uddannet lærer og har arbejdet som journalist. De har tre børn sammen.

### Novellesamlinger
- 2015 So hon starir inn í veggin
- 2016 Albert

### Noveller publiceret i tidsskrifter mm.
- 2005 Hygg hasin jólamaðurin, publiceret i Mín jólabók
- 2005 Mausan er horvin, publiceret i Mín jólabók
- 2006 Toftin hinumegin, publiceret i antologien "Svartideyði og aðrar spøkilsissøgur"
- 2006 Skuggarnir á Skarvatanga, publiceret i Mín jólabók
- 2006 So hon starir inn í veggin, publiceret i Vencil 1
- 2007 Ivin, publiceret i Vencil 2
- 2007 Eisini slíkt, sum nívir publiceret i Vencil 2
- 2008 Ljósið publiceret i Vencil 5
- 2008 Ein misskiljing publiceret i Mín jólabók
- 2010 Triglav publiceret i Vencil 8
- 2010 Brøður publiceret i Vencil 9
- 2010 Hann sjálvur í Horni publiceret i Mín jólabók
- 2011 Eitt satt undur publiceret i Mín jólabók
- 2012 Albert og uttanroyndarvísindini, Albert og skaparin, Albert og almennið publiceret i Vencil 11
- 2012 Hási Andersen publiceret i Mín jólabók
- 2013 Tre noveller publiceret Vencil nr. 13
- 2015 Søga søkir maka publiceret i Vencil nr. 15
- 2015 Pápi tekir, publiceret i Mín jólabók[4]

### Digte
- 2009 To digte blev publiceret i Vencil nr. 7

### Eventyr
- 2014 Einaferð var tað ..., Antologi med 15 færøske eventyr, som Jakob Jakobsen samlede på sine rejser på Færøerne i slutningen af 19. århundrede. Forfattere: Arnbjørn Ó. Dalsgarð, Lydia Didriksen, Oddfríður Marni Rasmussen, Oddvør Johansen. Illustrationer: Ann-Mari Egholm, Edward Fuglø, Herdis Jakobsen, Jón Sonni Jensen, ISBN 978-99972-0-112-6

## Priser og legater
- 2009 - Modtog Færøernes litteraturpris i kategorien Andre kulturelle værker for sit engagement i litteraturtidsskriftet Vencil, sammen med Oddfríður Marni Rasmussen
- 2016 - 6-måneders arbejdslegat fra Mentanargrunnur Landsins[5]